# Givet
Givet (in vallone Dijvet, in tedesco Gibet) è un comune francese di 6 876 abitanti situato nel dipartimento delle Ardenne nella regione del Grande Est.
Il paese sorge sulle sponde della Mosa, all'estremo settentrionale di una spina di territorio francese che si incunea profondamente nel Belgio.

## Società

### Evoluzione demografica
Abitanti censiti